# Adelsteen Normann
Pour les articles homonymes, voir Normann.

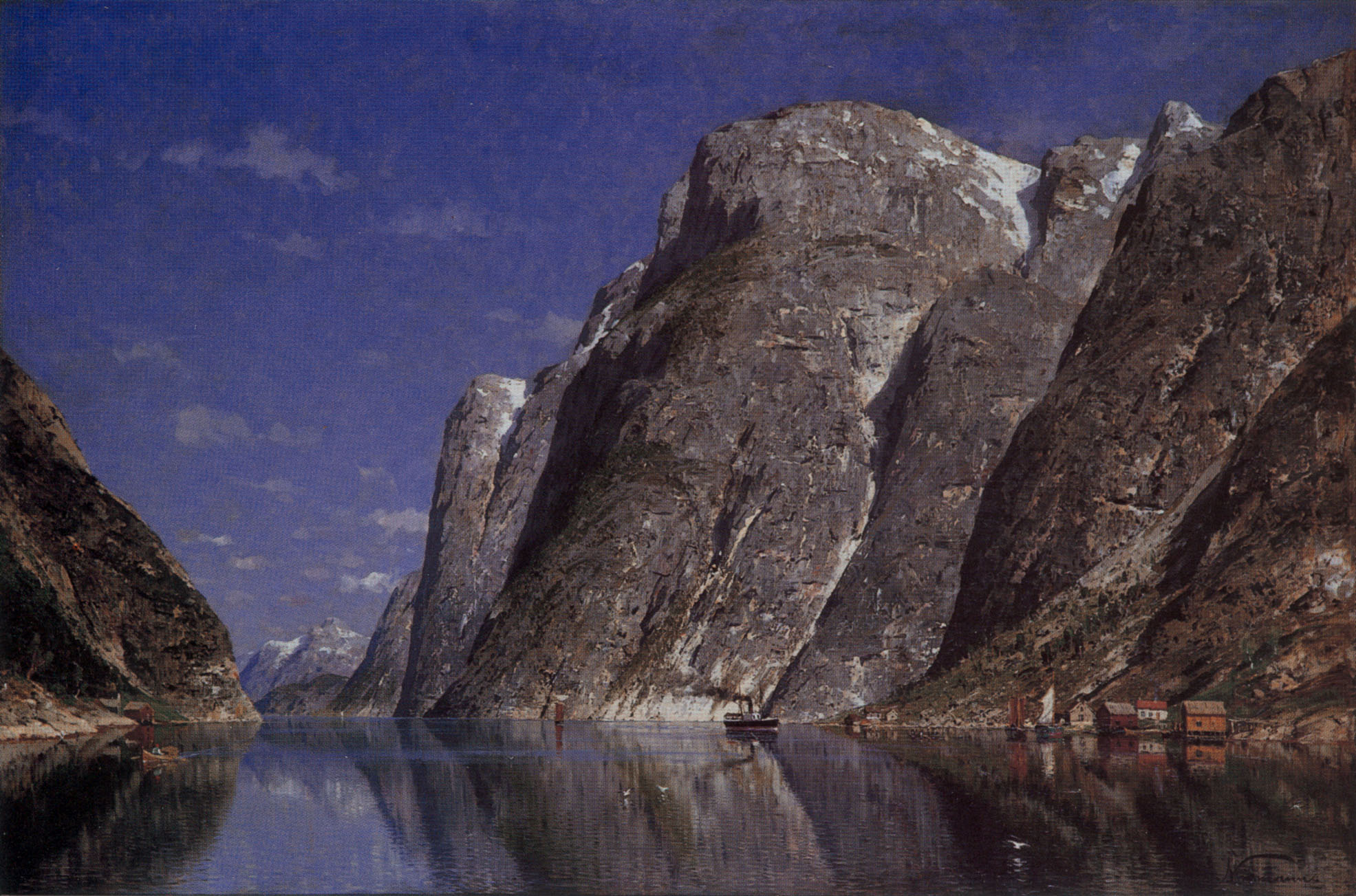

Adelsteen Normann, né le 1er mai 1848 à Bodin (actuellement Bodø) et mort le 26 décembre 1918 à Christiania (actuellement Oslo), est un peintre paysagiste norvégien qui a travaillé à Berlin.
Il appartient à l’École de peinture de Düsseldorf.